# Batalla de Lusail
La Batalla de Lusail (árabe : معركة لوسيل, holandés : Slag bij Lusail) es el apodo de un partido de fútbol jugado en los cuartos de final de la Copa Mundial de la FIFA 2022 entre Países Bajos y Argentina en el Estadio Icónico de Lusail el 9 de diciembre de 2022. El árbitro español Antonio Mateu Lahoz emitió un récord de la Copa Mundial de la FIFA con 18 tarjetas amarillas y una tarjeta roja, estableciendo un nuevo récord de amonestaciones en cualquier torneo internacional administrado por la FIFA.

## Antecedentes
Países Bajos y Argentina se habían enfrentado previamente nueve veces, desarrollando una rivalidad entre sí; los neerlandeses ganaron cuatro, mientras que los argentinos ganaron un partido, y los otros cuatro partidos terminaron en empate. Cinco de los partidos ocurrieron en la Copa del Mundo: una victoria de los holandeses por 4-0 en la segunda fase de grupos en 1974 fue respondida con una victoria de los argentinos por 3-1 en la final del Mundial de 1978. Los neerlandeses ganaron 2-1 en los cuartos de final de 1998 antes de dos empates sin goles en la fase de grupos de 2006 y en la fase de semifinales del gran torneo anterior en el que ambos habían aparecido, la Copa Mundial de la FIFA 2014, celebrada en Brasil, que había terminado 0-0 después de la prórroga, con Argentina prevaleciendo 4-2 después de los penaltis. El juego anterior había sido igualmente intenso y cerrado, pero no había presentado el mismo nivel de animosidad entre los jugadores. Lionel Messi de Argentina y Daley Blind de Países Bajos fueron los únicos jugadores que participaron en ese partido que también estuvieron en el campo de Lusail, además del entrenador de Países Bajos, Louis van Gaal.
Países Bajos ingresó al juego habiendo estado invicta en sus 19 partidos internacionales anteriores. Durante las entrevistas previas al partido con los medios, el equipo neerlandés hizo comentarios que luego se reveló que molestaron al equipo argentino. Van Gaal declaró que «su equipo buscaría aprovechar la percepción de falta de ritmo de trabajo de Messi fuera del balón». El técnico neerlandés también afirmó que «tenemos una cuenta que saldar con Argentina por lo que pasó hace dos mundiales».

## El partido
Nahuel Molina anotó para Argentina a los 35 minutos, y Lionel Messi dobló la ventaja de penal a los 73 minutos. El suplente Wout Weghorst luego anotó dos goles antes del final de la segunda mitad, forzando el partido a la prórroga. Ninguno de los equipos anotó en el tiempo adicional, por lo que se fue a la tanda de penaltis.

### Resumen

#### Primera mitad
La primera mitad del juego fue relativamente equilibrada, y ambos lados nunca tuvieron una oportunidad clara para la primera media hora del juego. Ambos equipos tuvieron hechizos dominantes con Argentina a punto de crear una oportunidad en varias ocasiones, pero fue detenido por una disciplinada defensa neerlandesa. Walter Samuel, el segundo entrenador de la Albiceleste, fue amonestado alrededor de la media hora. Messi, el talismán de Argentina, atravesó la defensa holandesa con un pase preciso para ayudar a Molina a anotar el primer gol de la noche. La primera mitad estuvo relativamente libre de incidentes, pero el juego comenzó a volverse más antagónico a partir del minuto 43 cuando la primera tarjeta amarilla fue entregada al central neerlandesa Jurriën Timber, que rápidamente fue seguido por un trío de tarjetas amarillas para su compañero de equipo Weghorst, quien estaba en el banquillo en ese momento, así como para los argentinos Cristian Romero y Marcos Acuña, quien recibió su segunda amonestación del torneo y por lo tanto quedó fuera de juego para las semifinales. El tiempo terminó con Argentina en control y Países Bajos fallando en crear una clara oportunidad de gol.

#### Segunda mitad
La segunda mitad fue muy dramática, ya que el juego se intensificó y los neerlandeses presionaron para lograr el empate. Acuña fue derribado en el borde del área alrededor de la marca de los 70 minutos, y Messi convirtió el penal resultante para darle a los argentinos una ventaja de dos goles con solo 20 minutos restantes del tiempo reglamentario. Messi luego celebró frente a Van Gaal y el banquillo holandés. El gol también fue el décimo gol de Messi en un partido de la Copa del Mundo, empatando el récord de Gabriel Batistuta de más goles en la Copa del Mundo por parte de un jugador argentino. Messi celebró el gol tapándose las orejas con las manos frente al banquillo neerlandés, considerado una burla hacia Van Gaal; el gesto recordaba a una celebración de gol que a veces usaba el exjugador argentino Juan Román Riquelme, quien supuestamente tuvo desacuerdos con Van Gaal cuando ambos estaban en Barcelona a principios de la década de 2000.
Los neerlandeses hicieron sustituciones y cambiaron su estilo de juego, para capitalizar las ventajas de altura y tamaño físico que tenían sobre el lado argentino. Weghorst, que había recogido una tarjeta amarilla en el banquillo, fue una de estas sustituciones. Mientras los jugadores holandeses buscaban un gol crucial, los ánimos se encendieron rápidamente cuando Memphis Depay y Lisandro Martínez recibieron tarjetas amarillas. Weghorst luego anotó para hacer el marcador 2-1, superando al portero con un cabezazo tras un centro de Steven Berghuis.. Los neerlandeses intensificaron entonces la búsqueda de un gol vital para el empate, y los ánimos se encendieron enormemente con varias amonestaciones repartidas. Berghuis recibió una tarjeta amarilla a medida que aumentaba la ira entre los dos equipos. Leandro Paredes luego cometió una falta sobre Nathan Aké, antes de patear el balón muerto directamente al banquillo holandés, lo que provocó una gran pelea cuando los indignados jugadores holandeses se acercaron a Paredes, quien fue empujado al suelo por el capitán holandés Virgil van Dijk. El banquillo de Argentina vino entonces a respaldar a su jugador con empujones y empujones observados, ya que Paredes fue rápidamente amonestado, y las tensiones aumentaron a tal punto que incluso el entrenador de Argentina, Lionel Scaloni, fue advertido. Con el juego casi terminado, Weghorst luego anotó con el último tiro del juego para enviar el juego a la prórroga.

#### Tiempo extra
Tras el susto del empate en el último minuto, los jugadores argentinos se lanzaron de inmediato al ataque, tratando de recuperar la ventaja de gol. Sin embargo, la resuelta defensa de Países Bajos hizo que el partido permaneciera empatado. Argentina apretó, creó varias ocasiones y estuvo cerca de marcar un gol cuando un disparo de Enzo Fernández pegó en el poste. Con el partido empatado después de la prórroga, el partido avanzó a la tanda de penaltis.

#### Tanda de penaltis
El capitán de Países Bajos, Van Dijk, cobró su primer penalti. Su tiro por la izquierda fue bloqueado por una atlética parada del arquero argentino Emiliano Martínez. Luego, Messi cobró el primer penalti de la tanda de penaltis para su equipo, y el segundo penalti de la noche, enviando al arquero por el camino equivocado para que anotara fríamente su penalti, lo que le dio a Argentina una ventaja temprana. El esfuerzo de Steven Berghuis fue luego detenido por Martínez, con Paredes anotando para darle a Argentina una ventaja de 2-0 después de dos vueltas cada uno. Teun Koopmeiners luego anotó el primer penalti de la noche de Países Bajos, reduciendo el déficit solo para que Gonzalo Montiel lo restaure. Weghorst luego anotó su penal para reducir nuevamente los atrasos de los holandeses, y esta vez, Fernández golpeó el poste con su penal, el primer fallo de Argentina en la tanda de penales. Luuk De Jong luego empató para Países Bajos, lo que provocó un quinto penal decisivo para Argentina. Cuando Lautaro Martínez comenzó a caminar desde el medio área, fue acompañado y acosado por varios jugadores neerlandeses, especialmente el defensa Denzel Dumfries, a quien le mostraron dos tarjetas amarillas y, por lo tanto, fue expulsado, el jugador argentino también fue acosado por el arquero holandés Andries Noppert. Lautaro luego anotó para darle a los argentinos su segunda victoria consecutiva sobre los holandeses en la tanda de penaltis.

## Ficha del partido
| 9 de diciembre | Países Bajos                                              | 2:2 (2:2, 0:1) (t. s.)(3:4 p.) | Argentina                                            | Estadio de Lusail, Lusail                                       |                                                                 |
| 22:00          | Weghorst 83', 90+11'                                      | Reporte                        | Molina 35' · Messi 73' (pen.)                        | Asistencia: 88 235 espectadores Árbitro(s): Antonio Mateu Lahoz | Asistencia: 88 235 espectadores Árbitro(s): Antonio Mateu Lahoz |
|                |                                                           | Tiros desde el punto penal     |                                                      |                                                                 |                                                                 |
|                | Van Dijk · Berghuis · Koopmeiners · Weghorst · L. de Jong |                                | Messi · Paredes · Montiel · Fernández · La. Martínez |                                                                 |                                                                 |

| Países Bajos | Argentina |

| POR            | 23 | Andries Noppert  |        |        |      |
| DEF            | 2  | Jurriën Timber   | 43'    |        |      |
| DEF            | 4  | Virgil van Dijk  |        |        |      |
| DEF            | 5  | Nathan Aké       |        |        |      |
| MED            | 15 | Marten de Roon   |        |        | 45'  |
| MED            | 21 | Frenkie de Jong  |        |        |      |
| MED            | 22 | Denzel Dumfries  | 120+8' | 120+9' |      |
| MED            | 17 | Daley Blind      |        |        | 64'  |
| MED            | 8  | Cody Gakpo       |        |        | 113' |
| DEL            | 10 | Memphis Depay    | 76'    |        | 78'  |
| DEL            | 7  | Steven Bergwijn  | 91'    |        | 45'  |
| Cambios:       |    |                  |        |        |      |
| MED            | 11 | Steven Berghuis  | 88'    |        | 45'  |
| MED            | 20 | Teun Koopmeiners |        |        | 45'  |
| DEL            | 9  | Luuk de Jong     |        |        | 64'  |
| DEL            | 19 | Wout Weghorst    | 45+2'  |        | 78'  |
| DEL            | 12 | Noa Lang         | 120+9' |        | 113' |
| Entrenador:    |    |                  |        |        |      |
| Louis van Gaal |    |                  |        |        |      |

| POR            | 23             | Emiliano Martínez   |        |      |
| DEF            | 26             | Nahuel Molina       |        | 106' |
| DEF            | 13             | Cristian Romero     | 45'    | 78'  |
| DEF            | 19             | Nicolás Otamendi    | 90+12' |      |
| DEF            | 25             | Lisandro Martínez   | 76'    | 112' |
| DEF            | 8              | Marcos Acuña        | 43'    | 78'  |
| MED            | 7              | Rodrigo de Paul     |        | 67'  |
| MED            | 20             | Alexis Mac Allister |        |      |
| MED            | 24             | Enzo Fernández      |        |      |
| DEL            | 9              | Julián Álvarez      |        | 82'  |
| DEL            | 10             | Lionel Messi        | 90+10' |      |
| Cambios:       |                |                     |        |      |
| MED            | 5              | Leandro Paredes     | 89'    | 67'  |
| DEF            | 3              | Nicolás Tagliafico  |        | 78'  |
| DEF            | 6              | Germán Pezzella     | 112'   | 78'  |
| DEL            | 22             | Lautaro Martínez    |        | 82'  |
| DEF            | 4              | Gonzalo Montiel     | 109'   | 106' |
| DEL            | 11             | Ángel di María      |        | 112' |
| Entrenador:    |                |                     |        |      |
| Lionel Scaloni | Lionel Scaloni | Lionel Scaloni      | 90'    |      |

Jugador del Partido:
 Lionel Messi
Árbitros asistentes:
 Pau Cebrián Devís
 Roberto Díaz Pérez del Palomar
Cuarto árbitro:
 Victor Gomes
Quinto árbitro:
 Kyle Atkins
Árbitro asistente de video:
 Alejandro Hernández Hernández
Árbitros asistentes del árbitro asistente de video:
 Drew Fischer
 Alessandro Giallatini
 Julio Bascuñán
 Fernando Guerrero
 Corey Parker

## Consecuencias
La victoria significó que Argentina había eliminado a Países Bajos de dicha Copa del Mundo, incluso afuera de las semifinales (a diferencia de lo ocurrido en Brasil 2014). La victoria le aseguró a Argentina el camino a las semifinales contra Croacia, que también se había impuesto previamente en la tanda de penaltis contra Brasil.
El partido se vio empañado aún más por la muerte del periodista deportivo estadounidense Grant Wahl después de que colapsara cerca del final del partido mientras miraba en el palco de prensa.

### Comentarios posteriores al partido
Después del partido en Lusail, Messi reveló que se sintió irrespetado por los comentarios previos al partido de Van Gaal. The Telegraph escribió que las entrevistas posteriores al partido continuaron con la naturaleza «agresiva» del juego, con Messi «criticando al conjunto holandés mientras hablaba». El incidente vio a Messi decir «¿Qué mirás, bobo? ¿Qué mirás, bobo? Andá pa' allá bobo, andá pa' allá», hacia Weghorst. El momento generó rumores en las redes sociales y generó muchos memes en Internet. Según los informes, Weghorst solo quería estrechar la mano de Messi, lo que provocó que algunos medios de comunicación consideraran los comentarios de Messi hacia él como verbalmente abusivos o «injustos».

### Recepción y medios
La actuación del árbitro Antonio Mateu Lahoz recibió fuertes críticas, ya que aficionados, expertos y medios de comunicación consideraron que la tarjeta amarilla era demasiado indulgente por algunos incidentes. Mateu Lahoz también pasó por alto una posible mano de Messi y algunos medios consideraron excesivo el tiempo de descuento agregado. También se criticó el número de tarjetas amarillas, un récord de 18, emitidas por Mateu Lahoz. También se criticaron especialmente su decisión de amonestar a los jugadores mientras se desarrollaba la tanda de penaltis, una vez finalizado el juego abierto.